# 水宽乡
水宽乡，是中华人民共和国湖南省怀化市芷江侗族自治县下辖的一个乡镇级行政单位。

## 行政区划
水宽乡下辖以下地区：
阳和田村、泥溪垅村、地头坪村、拾担村、水宽村、干塘坪村、柘莲村和电冲村。